# Karl, Duce de Schleswig-Holstein-Sonderburg-Glücksburg
Karl de Schleswig-Holstein-Sonderburg-Glücksburg (30 septembrie 1813 – 24 octombrie 1878) a fost al doilea Duce de Schleswig-Holstein-Sonderburg-Glücksburg. El a fost fiul cel mare al lui Friedrich Wilhelm, Duce de Schleswig-Holstein-Sonderburg-Glücksburg și al Prințesei Louise Caroline de Hesse-Cassel și fratele mai mare al regelui Christian al IX-lea al Danemarcei. Karl a accedat la tronul Schleswig-Holstein-Sonderburg-Glücksburg după decesul tatălui, la 27 februarie 1831.

## Biografie
La 19 mai 1838, la Palatul Amalienborg, Karl s-a căsătorit cu Prințesa Vilhelmine Marie a Danemarcei, fiica regelui Frederick al VI-lea al Danemarcei și a soției acestuia, Marie Sophie de Hesse-Kassel. Vilhelmine Marie era fosta soție a Prințului Frederic al Danemarcei (mai târziu regele Frederic al VII-lea).
În timpul Primului Război Germano-Danez, Karl s-a situat împotriva Danemarcei. Din această cauză relația Vilhelmine cu familia regală daneză s-a rupt pentru o vreme. În timpul războiului ea a locuit la Dresda. În 1852, după ce s-a împăcat cu familia regală ea s-a întors în Danemarca împreună cu soțul ei și au locuit la Castelul Louisenlund. Poziția ei de fiică a iubitului rege a ajutat-o să rămână populară printre danezi. Soțul ei nu a reușit niciodată.
Karl a murit la 24 octombrie 1878 la vârsta de 65 de ani, la Luisenlund. Karl și Vilhelmine Marie nu au avut copii, așa că Ducatul a fost moștenit de fratele mai mic al lui Karl, Friedrich.